# 菲丽西亚·乔治
菲丽西亚·乔治（英語：Phylicia George，1987年11月16日—）生于安大略省万锦市，是一名加拿大女子田径运动员兼雪车运动员，她在田径方面主攻的项目是100米跨栏。乔治在15岁时开始练习跨栏，一开始她是在停车场和父亲练习的，在观看了1996年亚特兰大奥运后，她便梦想着去参加奥运。2010年，她毕业于美国的康涅狄格大学。她的父母均出生于格林纳达，她也一度想代表格林纳达参赛，但后来她决定代表加拿大参赛，她认为只有代表加拿大参赛才能保持自身水平。她开始兼项雪车是在2016年11月，当时两届冬奥冠军凯莉·汉弗莱斯通过Twitter联系了她，称其需要一个搭档与其共同征战2018年平昌冬奥，此时她开始对成为夏冬奥运两栖选手产生兴趣，便答应了汉弗莱斯的请求，开始和她搭档参加雪车赛事。她在2017年12月完成了自己的雪车世界杯分站赛首秀。